# Trugon terrestris
Trugon terrestris és un colom, per tant un ocell de la família dels colúmbids (Columbidae) i única espècie del gènere Trugon. Habita zones boscoses de Nova Guinea, faltant de les zones de muntanya.